# Housemarque
Housemarque Oy — финская компания, разработчик компьютерных игр, располагающаяся в Хельсинки. Компания была основана Илари Куйттиненом и Харри Тикканеном в июле 1995 года в результате слияния их предыдущих компаний — Bloodhouse и Terramarque, которые были основаны в 1993 году как первые в Финляндии коммерческие разработчики. Housemarque — старейший действующий разработчик в Финляндии, в которой по состоянию на январь 2020 года работало около 80 сотрудников. В июне 2021 года компания была приобретена Sony Interactive Entertainment и стала частью PlayStation Studios.

## История

### Bloodhouse и Terramarque (1993—1995)
Bloodhouse и Terramarque были основаны в 1993 году и стали первыми в Финляндии коммерческими разработчиками компьютерных игр. Bloodhouse, возглавляемая Харри Тикканеном (фин. Harri Tikkanen), выпустила свою первую игру под названием Stardust в 1993 году, а в следующем году была выпущена обновленная версия для Amiga 1200 под названием Super Stardust. Terramarque была основана Илари Куйттиненом (фин. Ilari Kuittinen) и Ставросом Фасоуласом (фин. Stavros Fasoulas) и наняла Миху Ринне (фин. Miha Rinne) в 1994 году. В то время Фасоулас работал над клоном Bubble Bobble под названием Galactic, но не смог найти издателя, в результате чего игра попала в приложении к британскому журналу The One. Первой игрой от Terramarque стала Elfmania, выпущенная в 1994 году и получившая смешанные отзывы. Компания начала работу над второй игрой под названием P.I.D. (сокращение от Private Investigator Dollarally), изданием которой занялась Renegade Software. Когда поддержка Amiga была прекращена в середине разработки, производство P.I.D. было остановлено; в то время сотрудники Terramarque обсуждали, следует ли переносить игру на PlayStation. Фасоулас решил не делать этого и бросил программирование игры. Была выпущена демоверсия игры, но сама игра так и не была завершена.

### Housemarque (1995 — настоящее время)
В декабре 1994 года Куйттинен начал тесно сотрудничать с Тикканеном и в 1995 году их компании официально объединились в Housemarque. Юридическое лицо Housemarque Oy было зарегистрировано 19 июля 1995 года. Housemarque — старейший действующий разработчик видеоигр в Финляндии. И Bloodhouse, и Terramarque в то время разрабатывали игры для персональных компьютеров (ПК), и объединённая команда решила сосредоточиться непосредственно на развивающемся рынке компьютерных игр. Компания начинала с фриланса, а после открытия своего первого офиса в районе Пунавуори в Хельсинки начала нанимать сотрудников и прекратила внештатную работу.
Первыми играми для ПК, разработанными Housemarque, стали: перенос на MS-DOS космического шутера Super Stardust (1996), приключенческая игра Alien Incident (1996) и шутер The Reap (1997), которые получили положительные отзывы, но не увенчались коммерческим успехом.
В феврале 2014 года в Housemarque работало более 50 сотрудников. В ноябре 2017 года компания объявила, что откажется от аркадного жанра, который она включала во все свои игры со времен Super Stardust, поскольку он не приносил достаточного дохода, чтобы оправдать дальнейшую разработку игр в этом жанре. В апреле следующего года компания анонсировала Stormdivers, игру в жанре «королевская битва», выход которой ожидался в 2019 году. В декабре 2018 года штат Housemarque приблизился к 70 человек. В конце концов в январе 2020 года Housemarque остановили все свои проекты, находившихся в разработке, включая Stormdivers. Вместо этого они переключили своё внимание на проект, который компания считала самым амбициозным на данный момент и который находился в стадии подготовки в течение трёх лет. В то время в Housemarque было около 80 сотрудников.
На презентации PlayStation 5 11 июня 2020 года Housemarque анонсировала свой первый AAA-проект под названием Returnal. Игра была разработана и выпущена эксклюзивно для PlayStation 5 30 апреля 2021 года. Коммерческие показатели Returnal и расширение сотрудничества Housemarque с Sony Interactive Entertainment во время разработки игры привели к тому, что последняя приобрела компанию 29 июня 2021 года и сделала её частью SIE Worldwide Studios.
В феврале 2025 года в ходе конференции State of Play был представлен первый тизер нового проекта Housemarque — научно-фантастического шутера Saros. Выпуск игры намечен на 2026 год.

## Разработанные игры

### Bloodhouse
| Год  | Название       | Платформы               | Издатель   |
| ---- | -------------- | ----------------------- | ---------- |
| 1993 | Stardust       | Amiga, Atari ST, MS-DOS | Bloodhouse |
| 1994 | Super Stardust | Amiga, Amiga CD32       | Team17     |

### Terramarque
| Год      | Название | Платформы | Издатель          |
| -------- | -------- | --------- | ----------------- |
| 1994     | Elfmania | Amiga     | Renegade Software |
| отменена | P.I.D.   | Amiga     | Renegade Software |

### Housemarque
| Год  | Название                | Платформы                                                | Издатель                       |
| ---- | ----------------------- | -------------------------------------------------------- | ------------------------------ |
| 1996 | Super Stardust          | MS-DOS                                                   | GameTek                        |
| 1996 | Alien Incident          |                                                          | GameTek                        |
| 1997 | The Reap                | Microsoft Windows                                        | Take-Two Interactive           |
| 1999 | Supreme Snowboarding    | Microsoft Windows                                        | Infogrames                     |
| 2002 | Transworld Snowboarding | Xbox                                                     | Infogrames                     |
| 2005 | Gizmondo Motocross 2005 | Gizmondo                                                 | Gizmondo                       |
| 2007 | Super Stardust HD       | PlayStation 3                                            | Sony Computer Entertainment    |
| 2008 | Golf: Tee It Up!        | Xbox 360                                                 | Activision                     |
| 2008 | Super Stardust Portable | PlayStation Portable                                     | Sony Computer Entertainment    |
| 2010 | Dead Nation             | PlayStation 3, PlayStation 4, PlayStation Vita           | Sony Computer Entertainment    |
| 2011 | Outland                 | Linux, macOS, Microsoft Windows, PlayStation 3, Xbox 360 | Ubisoft                        |
| 2012 | Furmins                 | iOS, PlayStation Vita                                    | Housemarque                    |
| 2012 | Super Stardust Delta    | PlayStation Vita                                         | Sony Computer Entertainment    |
| 2012 | Angry Birds Trilogy     | PlayStation 3, Xbox 360                                  | Activision                     |
| 2013 | Resogun                 | PlayStation 3, PlayStation 4, PlayStation Vita           | Sony Computer Entertainment    |
| 2016 | Alienation              | PlayStation 4                                            | Sony Computer Entertainment    |
| 2016 | Super Stardust Ultra VR | PlayStation 4                                            | Sony Computer Entertainment    |
| 2017 | Nex Machina             | Microsoft Windows, PlayStation 4                         | Housemarque                    |
| 2017 | Matterfall              | PlayStation 4                                            | Sony Interactive Entertainment |
| 2021 | Returnal                | PlayStation 5, Microsoft Windows                         | Sony Interactive Entertainment |
| 2026 | Saros                   | PlayStation 5                                            | Sony Computer Entertainment    |

### Невышедшие игры
- Stormdivers